# Розкажи мені про себе
Розкажи мені про себе (рос. Расскажи мне о себе) — радянський художній фільм 1971 року, знятий на кіностудії «Ленфільм».

## Сюжет
Проста історія життя і любові жінки, яка втратила на фронті коханого. Після невдалого шлюбу і довгих років самотності вона знаходить нарешті щастя, зустрівши людину, капітана далекого плавання, який не тільки готовий стати її супутником, але й другом її дорослому синові.

## У ролях
- Тамара Сьоміна — Ксенія Миколаївна Калугіна
- Армен Джигарханян — Федір
- Віталій Соломін — Льончик Піменов
- Віктор Павлов — Овсій Овсійович, чоловік Ксенії
- Єлизавета Нікіщихіна — Ніна, подруга Ксенії
- Георгій Штиль — старшина
- Олександр Афанасьєв — військовий в окопі
- В'ячеслав Васильєв — відставний полковник, любитель преферансу
- Тетяна Денисова — Шурочка Черних, подруга сина Ксенії
- Тамара Карасьова — Марфа Петрівна, мати Ксенії
- Михайло Кокшенов — Вася, приятель Євсея Євсейовича
- Анатолій Колибянов — Льоня, син Ксенії Калугіної
- Ірина Куберська — колега Ксенії
- Володимир Лосєв — капітан, який супроводжував з госпіталю солдатів на фронт
- Любов Малиновська — сусідка Варвара
- Станіслав Соколов — капітан буксира
- Віктор Харитонов — солдат
- Олег Хроменков — солдат на прізвисько «Борода»
- Віктор Чайников — Кирилич, гість на весіллі
- Галина Бокашевська — епізод
- Віолетта Солодягіна — епізод
- Любов Тищенко — гостя на весіллі
- Олександр Массарський — з дивізійної розвідки (озвучив Ігор Єфімов)
- Дюйшен Байтобєтов — епізод

## Знімальна група
- Режисер — Сергій Мікаелян
- Сценарист — Будимир Метальников
- Оператор — Олександр Чечулін
- Композитор — Ісаак Шварц
- Художник — Борис Бурмістров